# Anatol' Larukoŭ
Anatol' Uladzimiravič Larukoŭ (in bielorusso Анатоль Уладзіміравіч Ларукоў?, in russo Анатолий Владимирович Ларюков?, Anatolij Vladimirovič Larjukov; Vladikavkaz, 28 ottobre 1970) è un ex judoka russo naturalizzato bielorusso.

## Palmarès

### Olimpiadi
- 1 medaglia:
  - 1 bronzo (Sydney 2000 nei 73 kg)

### Europei
- 3 medaglie:
  - 1 oro (Maribor 2002 nei 73 kg)
  - 1 argento (Ostenda 1997 nei 71 kg)
  - 1 bronzo (Düsseldorf 2003 nei 73 kg)